# Cappella di San Fermo
La cappella di San Fermo è un luogo di culto cattolico situato nel comune di Vobbia, nella città metropolitana di Genova. L'edificio sorge in posizione dominante a 1.177 m d'altezza, al culmine di un rilievo a poca distanza dall'omonimo valico sulla provinciale SP 81, al confine tra Liguria e Piemonte.

## Geografia
Il rilievo su cui sorge la cappella, raggiungibile in pochi minuti a piedi dal sottostante valico, si eleva ai confini tra l'alta valle Scrivia e la val Borbera, lungo una dorsale montuosa tra le vallate secondarie del Vobbia e del Gordenella che culmina con il monte Buio.
La zona è compresa nel Parco naturale regionale dell'Antola e nei pressi dell'edificio si incontrano i confini di tre comuni: Vobbia, Carrega Ligure e Mongiardino Ligure, questi ultimi in provincia di Alessandria.
Dallo spiazzo antistante la cappella la vista spazia sulla val Borbera, la valle Scrivia e la val Vobbia, nei giorni tersi la vista raggiunge la riviera ligure, la pianura padana e l'arco alpino occidentale dove, nelle giornate più limpide, è possibile scorgere in lontananza il Monviso e il monte Rosa.
Scendendo sul versante opposto rispetto al valico si arriva in pochi minuti all'ex osteria di San Clemente, da dove ha inizio il sentiero per il monte Buio e l'Antola.
Per il suo valore storico e paesaggistico fa parte dell'Itinerario numero 2 del museo storico a tappe dell'alta valle Scrivia e per la sua ampia apertura sulla volta celeste è centro del Parco delle Stelle dell'Alta Val Vobbia e Borbera, voluto dall'Osservatorio Astronomico del Righi di Genova e dagli enti locali.
La festa di San Fermo viene celebrata ogni anno il 9 agosto.

## Storia

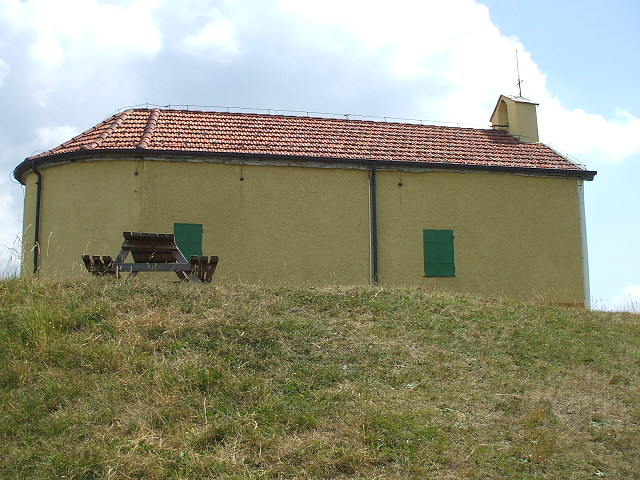
Vista laterale della cappella

La prima fonte storica che attesta l'esistenza della cappella risale al XIII secolo: in un documento del 1206 un certo prete Folco dichiarava di reggere la chiesa di San Clemente (o di San Fermo) sia per l'arcivescovo di Genova, che per il vescovo di Tortona.
Secondo la tradizione le origini di questo edificio religioso sarebbero assai più antiche e risalirebbero all'Alto Medioevo, quando nei pressi del valico di San Fermo sarebbe sorta l'abbazia benedettina di San Clemente (della quale la chiesetta campestre sarebbe l'unico elemento superstite), la cui esistenza non è comunque testimoniata da fonti storiche e che sarebbe andata distrutta già nel X secolo. L'ipotesi di un insediamento benedettino dipendente dal monastero di San Fruttuoso di Capodimonte è basata su un documento del 994 relativo a una donazione di terre nella zona di Dova Superiore a favore di quell'istituzione religiosa ("locas et fundos Dovano qui dicitur superiore, et Avaxoli at ubi Casale Busone dicitur et Agneli"), ma risulta da sola insufficiente per confermare la fondazione di un nuovo cenobio nella zona. Doveva in ogni caso trattarsi di un piccolo insediamento con pochi monaci dediti all'agricoltura e all'assistenza dei viandanti. Un altro indizio potrebbe essere il fatto che il rettore della chiesetta potesse fregiarsi del titolo di "abate di San Clemente", titolo assai ambito da prelati e nobili dell'epoca per i redditi che fruttava, come testimonia il fatto che nel 1385 la chiesa fosse tassata di 2,6 lire da versare alla Santa Sede, un importo notevole, secondo solo a quello dovuto dalla pieve di Mongiardino.
Il citato documento del 1206 attesta che a quell'epoca la giurisdizione sulla cappella era già passata al clero secolare. Nel 1311 al concilio ecclesiastico genovese fu presente il ministro di San Clemente. Nel governo della chiesetta si alternarono nei secoli successivi esponenti delle famiglie Fieschi e Spinola, titolari di feudi nella zona; nel 1400 rettore della ecclesia campestrem Sancti Clementis Valis Gordene è Simone Fieschi, canonico della cattedrale di Genova, nel 1543 ne è patrono un Ambrogio Spinola.
Nel 1582 il visitatore apostolico Francesco Bossi diede disposizione addirittura di demolirla perché potenziale covo di malviventi (definiti nel suo rapporto "persone erranti capaci di commettere qualsiasi atto nefando"), ma l'ordine, ribadito nel 1596, non ebbe alcun seguito e risulta che nel 1652, epoca alla quale risale probabilmente l'edificio attuale, la chiesa avesse un proprio rettore sotto il giuspatronato del nobile Gerolamo Spinola. Nel 1659 dopo che gli Spinola erano riusciti ad erigere l'antica chiesa in abbazia gentilizia, viene definita in un documento abbatia Sancti Clementis loci Dove. Nel XVIII secolo furono nuovamente esponenti della famiglia Fieschi a fregiarsi del titolo di abati di San Clemente e nel 1768 era Giacomo Filippo Fieschi a proclamarsi abate di San Clemente.
La chiesa passò poi sotto la giurisdizione della parrocchia di Santa Maria Assunta di Vallenzona, dopo la soggezione alle pievi di Mongiardino ed Albera e alla arcidiocesi di Genova e diocesi di Tortona
Durante la seconda guerra mondiale questi territori montani furono teatro di scontri tra le truppe tedesche e i partigiani della Brigata Balilla. La cappella, adibita a rifugio per i partigiani, tra il 1944 e i primi mesi del 1945 subì poi per due volte il bombardamento dei cannoni tedeschi. Al termine del conflitto venne restaurata dai fedeli locali.
I vescovi di Tortona l'hanno visitata varie volte, nell'Anno Santo del 2000 è stata onorata del titolo di chiesa giubilare per un giorno, con una celebrazione religiosa presieduta dal cardinale arcivescovo di Genova Dionigi Tettamanzi.
Il 9 agosto 2008 alla presenza delle autorità locali della val Vobbia e della val Borbera e dell'arcivescovo di Genova Angelo Bagnasco, sono stati inaugurati i restauri dell'edificio, dopo lavori durati più di un anno; in questa occasione è stata inserita nel muro esterno della chiesa una meridiana solare, progettata dall'Osservatorio del Righi.

## Descrizione

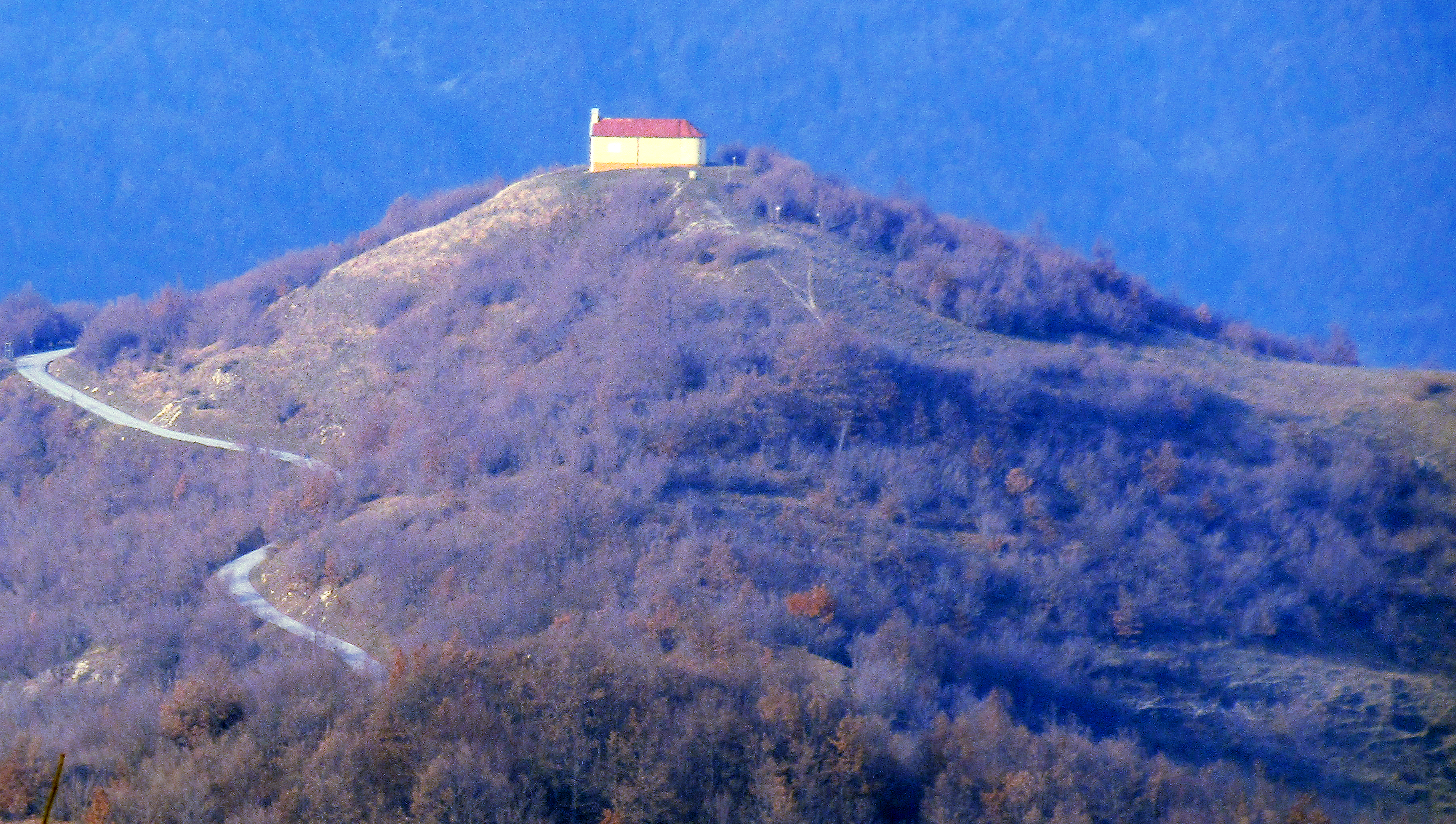
La cappella vista dal Monte Buio

L’edificio si presenta architettonicamente molto semplice, con la facciata a capanna e un piccolo campanile a vela sulla sua sommità. L'interno ha una sola navata con volta a botte. L'abside semicircolare accoglie il presbiterio, rialzato di un gradino rispetto al piano dell'aula, con al centro l'altare, sul quale è posta una moderna statua di San Fermo in legno policromo e ai lati due bassorilievi con figure di santi e lo stemma degli Spinola, provenienti secondo la tradizione dalla scomparsa abbazia di San Clemente.